# زولتان مولنار (لاعب كرة قدم)
زولتان مولنار (بالمجرية: Molnár Zoltán)‏ هو لاعب كرة قدم مجري في مركز الوسط، ولد في 19 يناير 1971 في كيشفاردا في المجر. لعب مع Nyíregyháza Spartacus FC ‏.